# Людовик Обраньяк
Людови́к Обранья́к (пол. Ludovic Obraniak, нар. 10 листопада 1984, Лонжвіль-ле-Мец) — польський футболіст, фланговий півзахисник ізраїльського клубу «Маккабі» (Хайфа).

## Клубна кар'єра
Вихованець футбольної школи клубу «Мец». Дорослу футбольну кар'єру розпочав 2002 року в основній команді того ж клубу, в якій провів п'ять сезонів, взявши участь у 99 матчах чемпіонату. 
Своєю грою за цю команду привернув увагу представників тренерського штабу клубу «Лілль», до складу якого приєднався 2007 року. Відіграв за команду з Лілля наступні п'ять сезонів своєї ігрової кар'єри. Більшість часу, проведеного у складі «Лілля», був основним гравцем команди.
До складу «Бордо» приєднався на початку 2012 року.
З січня 2014 року виступає за німецький клуб «Вердер»

## Виступи за збірні
2004 року залучався до складу молодіжної збірної Франції. На молодіжному рівні зіграв у 1 офіційному матчі.
2009 року футболістом, дідусь якого свого часу емігрував до Франції з Польщі, зацікавився тренерський штаб національної збірної Польщі. Гравець погодився захищати кольори польської збірної і, пройшовши прискорену процедуру підтвердження польського громадянства, того ж року дебютував у її складі. Наразі провів у формі головної команди Польщі 34 матчі, забивши 6 голів.

## Титули і досягнення
- Чемпіон Франції (1):

«Лілль»:  2010-11
- Володар Кубка Франції (2):

«Лілль»:  2010-11
«Бордо»: 2012-13
- Володар Кубка Ізраїлю (1):

«Маккабі» (Хайфа):  2015-16